# The KLF
The KLF was een Britse chill-out- en acidhouse-groep, die tussen 1989 en 1992 enkele hits scoorde. Waarschijnlijk was 'KLF' een afkorting voor Kopyright Liberation Front of Kings of the Low Frequency, of Kool Low Frequency of Kevin Loves Fruit, hoewel de groep zelf beweerde dat het nergens voor stond. 
In Nederland scoorde The KLF in het voorjaar van 1991 een enorme hit in de destijds twee landelijke hitlijsten op de nationale publieke popzender Radio 3 met een nummer 1-hit in de Nationale Top 100 met Last train to trancentral en een 2e positie in de Nederlandse Top 40.
In België bereikte deze plaat de 3e positie in de voorloper van de Vlaamse Ultratop 50 en de 2e positie in de Vlaamse Radio 2 Top 30. In Wallonië werd géén notering behaald.
The KLF was kritisch en cynisch richting de muziekindustrie en maakte voor zijn protest gebruik van humoristische en absurde publiciteitsstunts. Eind 1992 keerde de band de muziekindustrie dan ook de rug toe. Daarna zouden ze als "K Foundation de kunstwereld op de korrel nemen.

## Namen
The KLF bestond uit Bill Drummond (alias King Boy D, Time Boy) en Jimmy Cauty (alias Rockman Rock, Lord Rock, Gavin Cauty). Het duo hanteerde regelmatig andere namen, waaronder "Justified Ancients of Mu Mu", "The Timelords", "The JAMs", "K Foundation" en "2K". De naam "Justified Ancients of Mu Mu" ofwel "The JAMs" kan in alle waarschijnlijkheid gerelateerd worden aan een gelijknamige beweging in het boek "The Illuminatus Trilogy" (1975) van Robert Shea en Robert Anton Wilson.

## Ontstaan
Drummond (1953) was niet betrokken bij de opkomst van housemuziek. In de late jaren 70 echter wel bij de punkscene. Drummond was lid van de kort bestaande formatie Big in Japan. In de jaren 80 rommelde hij verder wat aan in de muziek. Hij zat in wat bandjes, was producer van onder andere Echo & The Bunnymen en werkte als A&R-man bij platenmaatschappij WEA. Ook maakte hij in 1986 een soloalbum met folkmuziek. Echt succesvol was dat allemaal niet en in 1986 besloot hij maar helemaal te stoppen met de muziekindustrie.Dit hield hij echter niet lang vol. Zeker niet toen hij Cauty (1956) ontmoette die ook producer was. Cauty zat bij de weinig succesvolle formatie Brilliant waar Drummond als A&R-manager voor had gewerkt. De vriendschap mondde uit in een muzikale samenwerking en ze noemden zichzelf The Justified Ancients of Mu Mu. Hun muzikale interesse richtte zich op hiphop, een actuele muziekstroming. Maar ook de opkomende housemuziek boeide het duo enorm. Ze besloten samen een sampleplaat te maken, zoals die er in die jaren wel meer uitkwamen. Het werd ""1987" (What the fuck is going on)" (1987). Het album bevatte samples van allerlei bekende bands zoals The Beatles en ABBA en samples uit de musical "The Sound Of Music". ABBA was echter bepaald niet te spreken over het gebruik van de samples, spande een gerechtelijke procedure aan en won deze. De rechter verklaarde het gebruik van de sample illegaal, waardoor Bill en Jimmy de resterende platen samen met de masterplate moesten vernietigen. In de hoop een deal te kunnen sluiten met ABBA, reisde het duo naar Zweden. Dat werd echter een rel; ABBA weigerde de twee te ontmoeten en gooide ze een pand uit, waarop Cauty en Drummond besloten een paar dozen met albums op een boerenerf te verbranden en zo de eer aan zichzelf te houden. De rest van de platen gooiden ze overboord tijdens de terugtocht op de veerboot. Naar het schijnt zijn er enkele bewaard gebleven en zijn deze voor 1000 pond per stuk te koop aangeboden. Bill en Jimmy lieten het er echter niet bij zitten. Het album werd opnieuw uitgebracht als "1987" (The JAMS 45 Edits). Ditmaal zonder de samples van ABBA, maar met een handleiding waarmee luisteraars thuis het album alsnog compleet konden maken. Voor hun muzikale uitingen werd het label KLF Communications opgericht. 

## Doorbraak
Een jaar later bestormden ze de hitlijsten met het nummer Doctorin’ the Tardis (1988). Het was een bewerking van de herkenningstune van de televisieserie "Doctor Who" als The Timelords (een naam uit de televisieserie). De titel was een knipoog naar het nummer Doctorin' the house van Coldcut dat enkele weken eerder een hit was en een truc om meer aandacht te krijgen. Het nummer wist de nummer 1 van de Britse charts te bereiken. Met de jarenlange ervaring van het tweetal, wisten ze intussen goed de weg in de muziekindustrie en pasten ze dit toe om een grote hit te produceren. De werkwijze beschreven ze het boek "The Manual" ("How to have a number one the easy way -- The Justified Ancients Of Mu Mu reveal their zenarchistic method used in making the unthinkable happen"). Het boek is een serieus uiteengezet werk waarin allerlei kanten van de muziekindustrie van de jaren 80 staan beschreven. Wie de juiste stappen volgde had zo een hit. Er werd zelfs een garantie gegeven dat wie met het volgen van de stappen geen succes zou hebben, de aankoopprijs van het boek terug zou krijgen. Veel van de kennis uit het boek is gebaseerd op de werkwijze van Stock, Aitken & Waterman. In de tijd van Brilliant werkten de twee namelijk intensief samen met Pete Waterman. Het succes werd bewezen. De Oostenrijkse formatie Edelweiss (band) bracht het nummer Bring me Edelweiss in eigen land naar de nummer 1. Het nummer werd ook in Nederland een hit.
Na de eerste successen werd het even wat rustiger. Er werd weer van naam gewisseld. Ditmaal werd het The Kopyright Liberation Front ofwel The KLF. Ze investeren hun verdiende geld in een roadmovie die The White Room moet gaan heten. Daarvoor reizen ze af naar Sierra Nevada (Spanje). Het project flopt echter waardoor ze weer platzak zijn. In de tussentijd is echter een andere single succesvol geworden. Het nummer What Time Is Love? doet het goed in opkomende Acid house-scene. In het gevolg daarvan brengen een serie singles uit onder de naam Pure Trance. In deze serie worden ook 3AM Eternal en Last Train To Trancentral. Ze treden in die periode ook vaak op tijdens raves. Cauty was tegelijkertijd betrokken bij de oprichting van The Orb samen met Alex Patterson. Alex was ook degene die samen met The KLF het album Chill Out (1990) produceerde. Het album speelde een belangrijke rol in de opkomst van ambienthouse. Op de albumcover staat een foto van een veld met schapen. Dit was een knipoog naar het album Atom Heart Mother van Pink Floyd. Lang bleef Jimi echter niet bij The Orb. De dubbelrol van Cauty zorgde voor een conflict tussen het tweetal waarna Cauty the Orb verliet en zijn deel van de producties als soloalbum uitbracht. In het najaar van 1990 was er weer hitsucces voor The KLF met de single What time is love?, opgenomen in 1988, maar in 1990 opnieuw uitgebracht. Als achtergrondzangeressen fungeerden Jimmy's vrouw Cressida Bowyer en voormalig Brilliant-zangeres June Montana. Van hen werden ook losse singles uitgebracht onder de naam Disco 2000.

## The White Room
De single What time is love? was de voorloper van het album The White Room (1991). In plaats van volgestouwd met samples en simpele deuntjes was dit nu eens een goed uitgewerkt artiestenalbum. Wel werd daarbij veel muziek die al eerder gemaakt was hergebruikt. Het werd een gigantisch succes. Heel 1991 was The KLF niet meer uit de media weg te slaan en scoorden ze hit na hit. Een van de trucs die ze gebruikten om veel te verkopen was dat ze verschillende versies maakten van ieder nummer: een single-edit, en albumversie - de fans die alles wilden hebben maakten van iedere single een top 10-hit. En niet alleen in de UK: heel Europa deed mee aan dat fenomeen. 3AM Eternal en Last train to trancentral kwamen in de eerste helft van het jaar uit. De act werd ook uitgebreid met achtergrondzangeressen en rapper Ricardo da Force. De KLF heeft een film geproduceerd onder de titel The White Room. Deze is echter nooit officieel uitgebracht. De film duurt ongeveer 45 minuten waarin te zien is hoe de KLF-leden op zoek gaan naar de The White Room. De film bestaat uit een "inner"- een "outer"-deel. 
Voor de singleversie van Justified & Ancient  kwam het duo op het bijzondere idee om countryzangeres Tammy Wynette, een jeugdheldin van Drummond, te vragen de vocalen te verzorgen. Ze stemde in en Drummond vloog naar Tennessee om met haar het nummer op te nemen. Dat viel nog niet mee omdat Tammy gewend was te zingen voor een orkest dat zich aan haar tempo aanpaste en niet voor een voorgeprogrammeerde beat. Maar met moderne technieken kon het in de studio passend worden gemaakt. Voor Tammy werd Justified & Ancient haar grootste hit ooit. De single daarna werd een zoveelste bewerking van What time is love? Hiervoor werd  Glenn Hughes van Deep Purple ingeschakeld. Met hem werd America: What time is love? een bombastische house/heavy metal crossover gemaakt van het origineel. Diverse uitgerangeerde artiesten benaderden daarna The KLF om ook een nummer te komen doen. 
Eind 1991 werd als "Justified Ancients of Mu Mu" ook nog de single It's grim up north uitgebracht. Een track die veel harder en donkerder klonk dan andere nummers van het duo. Het nummer was een voorbode voor het album The Black Room dat in 1992 zou verschijnen. Het voornemen was om daar de brug op te zoeken met thrashmetal. Het album werd echter nooit afgemaakt.

## Weg uit de muziekindustrie
Met alle hits werd toegewerkt naar de grote climax: een optreden tijdens de Brit Awards in het voorjaar van 1992, waar het management van de muziekindustrie in groten getale aanwezig was. Als winnaars van beste act van 1991 zouden ze er ingelijfd worden bij de elite van de muziekindustrie. Daar werd een stokje voor gestoken door het opvoeren van een bizarre stunt. Na de uitreiking speelde The KLF een harde thrash-versie van 3 AM Eternal samen met de hardcore heavy-metalgroep E.N.T. (Extreme Noise Terror). Het duo had de band leren kennen bij voorbereidingen van het album The Black Room. Tijdens de opvoering werd het publiek door Drummond beschoten met losse flodders uit een machinegeweer. Aan het slot van het nummer kondigde spreker Scott Piering aan: "Ladies and gentlemen, The KLF have now left the music business!" Alsof dat allemaal nog niet genoeg was, moest ook de entree van een hotel waar een afterparty zou plaatsvinden het ontgelden. The KLF dumpte er een karkas van een dood schaap, voorzien van een briefje: "I died for you, bon appetit".
Niet lang daarna werd aangekondigd dat The KLF als popgroep stopte. Bill en Jimmy vonden het een schande om platen te verkopen en zwoeren het maken van muziek af tot er algehele wereldvrede zou zijn. Ze trokken hun gehele back catalogue in zodat niemand er nog makkelijk misbruik van kon maken. The KLF had er geen zin meer in om wereldsterren te zijn. Ze hadden alles bereikt wat ze konden bereiken en leuker werd het toch niet meer. Ze hadden hun statement gemaakt door vermomd als toegankelijke act binnen de top van de muziekindustrie door te dringen en zich daar vervolgens op te blazen.

## K Foundation
Ondanks hun muzikale stop bleven Drummond en Cauty in de jaren daarop de media nog geregeld halen. Om na de muziekindustrie de kunstwereld te tarten, werd met het geld dat de twee verdiend hadden de K Foundation opgericht. Daarmee gaven ze via advertenties in kranten hun commentaar op kunstprojecten. In 1993 gaf de K Foundation een geldprijs weg voor het lelijkste kunstwerk van dat jaar. Saillant detail is dat de "winnares" Rachel Whiteread tevens een prijs kreeg voor beste kunstwerk dat jaar. Ze weigerde de eerstgenoemde prijs. Daarop dreigden ze het prijzengeld te verbranden. Rachel aanvaardde de prijs op het laatste moment alsnog en gaf het geld aan een goed doel. Het idee om geld te verbranden, bleef echter hangen. In 1994 haalden ze al hun geld van de bank, een miljoen pond, en brachten het naar het Schotse eiland Jura. Voor de draaiende camera werden de bankbiljetten in het vuur gegooid. Het verhaal gaat dat dit hun totale vermogen was. Ook hiermee wist The KLF geschokte reacties los te krijgen. Ze organiseren een tournee met de film en gaan de discussie met het publiek aan. De reden is ook daar nooit helemaal duidelijk geworden, maar geld interesseerde het duo niet. Ondanks het geld van hun hitsuccessen hadden ze hun levensstijl er nooit op aangepast. Eind 1995 vonden de heren het wel genoeg en tekenden ze een contract met zichzelf dat de activiteiten van de K Foundation voor 23 jaar zou opschorten. Het contract werd geschilderd op een auto die ze voor een draaiende camera van een Schotse klif af duwden.

## Latere activiteiten

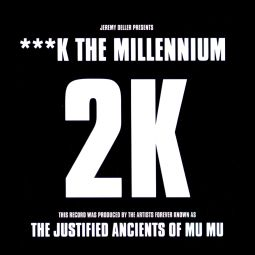
Hoes van 2K

Na 1995 gingen Drummond en Cauty steeds meer hun eigen weg. In 1997 bracht The KLF als 2K nog een single uit, Fuck the millennium. Het doel van de single was om een comeback te parodiëren en de treurnis daarvan aan te tonen. In de videoclip is het tweetal als oude mannen in rolstoelen te zien. De single flopte, zoals ook de bedoeling was. Cauty groeide daarna steeds meer in zijn rol als kunstenaar en wist geregeld aandacht te trekken met zijn projecten. Ook produceert hij zo nu en dan nog muziek. Drummond schreef diverse boeken en zette een bijzonder zangkoor op dat The17 heet. Daarbij laat hij steeds willekeurige mensen stukken inzingen die daarna aan elkaar worden geplakt. In 2017 lieten ze weer samen van zich horen met het boek 2023: A trilogy . 
Op 1 januari 2021 verscheen eindelijk een deel van de discografie van The KLF op Spotify, YouTube en Apple Music. Het ging om acht singles die onder de albumtitel Solid State Logik 1 op de streamingdiensten werden geplaatst. De albumtitel verwees naar het merk van de mengtafel die ze in hun studio gebruikten. Volgens posters en graffiti die in Londen werden geplakt en aangebracht, was dit het begin van een serie releases op de streamingdiensten, onder de gezamenlijke titel Samplicity Thru Trancentral. Het was voor het eerst sinds 1991 dat origineel materiaal van The KLF weer verkrijgbaar was. 

## Invloed
The KLF heeft binnen de dancemuziek veel groepen beïnvloed. Een voorbeeld hiervan is de Duitse dance-act Scooter, die vaak naar The KLF verwijst. Hun single Hello: Good to be Back bevat bijvoorbeeld het gehele intro van 3 AM Eternal. Ook Scooters album Back To The Heavywheight Jam bevat veel verwijzingen naar The KLF, zo staat er een nummer met de titel Fuck The Millennium (2K 1997) op en wordt er in Psycho over The Justified Ancients Of Mumu gesproken.Ook in scooter z'n single Nessaja is een stukje te horen van The KLF's single Last train to trancentral, (all a board)
Verder in het nummer weekend van Scooter, het begin van America What Time is Love van The KLF en het einde van Last train to trancentral (over and out)

## Hitnoteringen
| Single met eventuele hitnotering(en) in de Nederlandse Top 40 | Datum van verschijnen | Datum van binnenkomst | Hoogste positie | Aantal weken | Opmerkingen                                                                                |
| ------------------------------------------------------------- | --------------------- | --------------------- | --------------- | ------------ | ------------------------------------------------------------------------------------------ |
| Doctorin' The Tardis                                          | juli 1988             | 1988                  | 19              | 6            | als 'The Timelords' / Veronica Alarmschijf Radio 3 / #25 in de Nationale Hitparade Top 100 |
| What time is love?                                            | 1990                  | 1990                  | 23              | 7            | #4 in de Nationale Top 100                                                                 |
| 3: A.M. Eternal (Live At The S.S.L.)                          | februari 1991         | 1991                  | 6               | 11           | #5 in de Nationale Top 100                                                                 |
| Last Train To Trancentral (Live From The Lost Continent)      | mei 1991              | 1991                  | 2               | 10           | #1 in de Nationale Top 100                                                                 |
| Justified & Ancient                                           | december 1991         | 1991                  | 2               | 13           | feat. Tammy Wynette / Veronica Alarmschijf Radio 3 / /#2 in de Nationale Top 100           |
| America: What Time Is Love?                                   | maart 1992            | 1992                  | 6               | 7            | feat. Glenn Hughes the voice of rock / #4 in de Nationale Top 100                          |

## Discografie

### Justified Ancients of Mu Mu

#### Singles
- All You Need Is Love (1987)
- Whitney Joins the JAMs (1987)
- Down Town (1987)
- Burn the Beat (1988)
- It's Grim Up North (1991)

#### Albums
- 1987: What the Fuck's Going On? (1987)
- Who Killed the JaMS? (1988)
- The History of the JaMS aka the Timelords (1988)
- Shag Times (1989)

### The Timelords

#### Singles
- Doctorin' the Tardis (1988)

### The KLF

#### Singles
- What Time Is Love? (Pure Trance 1) (1988)
- Kylie Said to Jason (1989)
- What Time Is Love? (Live at Trancentral) (1990)
- 3AM Eternal (1990)
- Last Train to Trancentral (1991)
- Justified and Ancient (met Tammy Wynette)(1991) (Alarmschijf)
- America: What Time Is Love? (met Glenn Hughes) (1991)

#### Albums
- What Time Is Love Story (1988)
- Chill Out (1990)
- The White Room (1991)
- MU (1991)
- Solid State Logik 1 (2021, digitaal verzamelalbum met 8 singles)

### K Foundation

#### Single
- K Cera Cera (War is over if you want) (1993)

#### Filmografie
- The K Foundation Burn A Million Quid (1995)

### The One World Orchestra

#### Single
- The Magnificent

### 2K

#### Singles
- Fuck the Millennium (1997)